# نيك موني
نيك موني (بالإنجليزية: Nick Mooney)‏ هو عالم طيور أسترالي، ولد في 1950.